# 山王神社 (長崎市)
山王神社（さんのうじんじゃ、SANNO Shrine）は、長崎県長崎市坂本に鎮座する神社。村社であった山王神社（日吉神社）と県社の皇大神宮（こうたいじんぐう）と合併（皇大神宮側に合祀）して創祀された神社で、浦上皇大神宮（うらかみこうたいじんぐう）とも称され、また山王日吉神社（さんのうひよしじんじゃ）とも呼ばれる。
長崎市への原子爆弾投下において、鎮座地が原子爆弾の爆心地（松山町）から約800メートルの地点に位置したために被爆した。その跡を残す一本柱鳥居や、熱線により裸同然となりながらも豊かな緑を取り戻した楠で有名。

## 祭神
天照大御神、豊受比売神、大山咋神、大物主神、伊邪那岐神、高皇産霊神を祀る。

## 由緒

### 山王神社（日吉神社）
1638年（寛永15年）、島原の乱の鎮圧のため長崎に赴いた松平信綱が、浦上街道（長崎街道の脇道）沿いの地を通りかかった際、その景色が近江の比叡山に似ており、地名も比叡山の鎮守である山王権現（現日吉大社）の鎮座地坂本（現滋賀県大津市坂本）と共通することから山王権現の勧請を思い立ち、長崎代官の末次平蔵と計って「山王神社」として創祀されたと伝わる。当初の鎮座地は現社地の近くであったと思われるが不明で、一説に北北西に1キロ程隔たった岡町付近であったともいう。
その後1648年（慶安元年）に長崎寺町の延命寺の開基である龍宣により山王権現を本尊とする白巌山観音院円福寺（えんぷくじ）と号する新義真言宗の寺院となるとともに延命寺の末寺とされ、1652年（承応元年）に鎮座地が墳墓に近いという理由で延命寺2代目住職の卒覚が現社地に遷座、以降江戸時代を通じて寺院としての歴史を歩む。
1868年（明治元年）神仏判然令を受け、円福寺を廃して神社となり「日吉神社」と改称、その後村社に列した。

### 皇大神宮
浦上村（浦上川流域の諸村の総称。現長崎市中部）のキリシタンへ改宗を促す宗教対策の一環として、1868年に長崎裁判所総督の澤宣嘉の建議により翌2年3月に現山里小学校の地に伊勢神宮（三重県）を勧請して「皇大神宮」として創祀され、同年7月に県社に列した。当初春秋の祭礼や修築等は官費で行われることとされていたが、1872年（明治5年）に官費の支弁が停止され、氏子とされたキリシタン達も棄教や改宗を拒否して関与しなかったために神社の維持経営は困難になり、同年8月に台風で大被害を受けると再建もままならず衰退を余儀なくされた。1881年（明治14年）6月、長崎県令内海忠勝が永続の見込み無しと他神社との合併を命じたため、村社日吉神社の氏子と協議の末、同年1月8日に日吉神社の地に遷座して日吉神社を合祀し、「皇大神宮」の社号で再出発することとなった。
1945年（昭和20年）8月9日にアメリカ軍の原子爆弾（原爆）投下により、社殿は元より由来書や宝物等も焼失している。

## 祭祀
例祭は10月17日で、浦上くんちが奉納される。浦上くんちは「浦上九日」とも書き、元来は山王神社の祭典として明治改暦以前は9月18日に行われていた。また山王神社は古くは3月18日に山王祭を行っていた。

## 社殿
本殿は桁行3間梁間2間の神明造風切妻造で屋根銅板葺。
一本柱鳥居

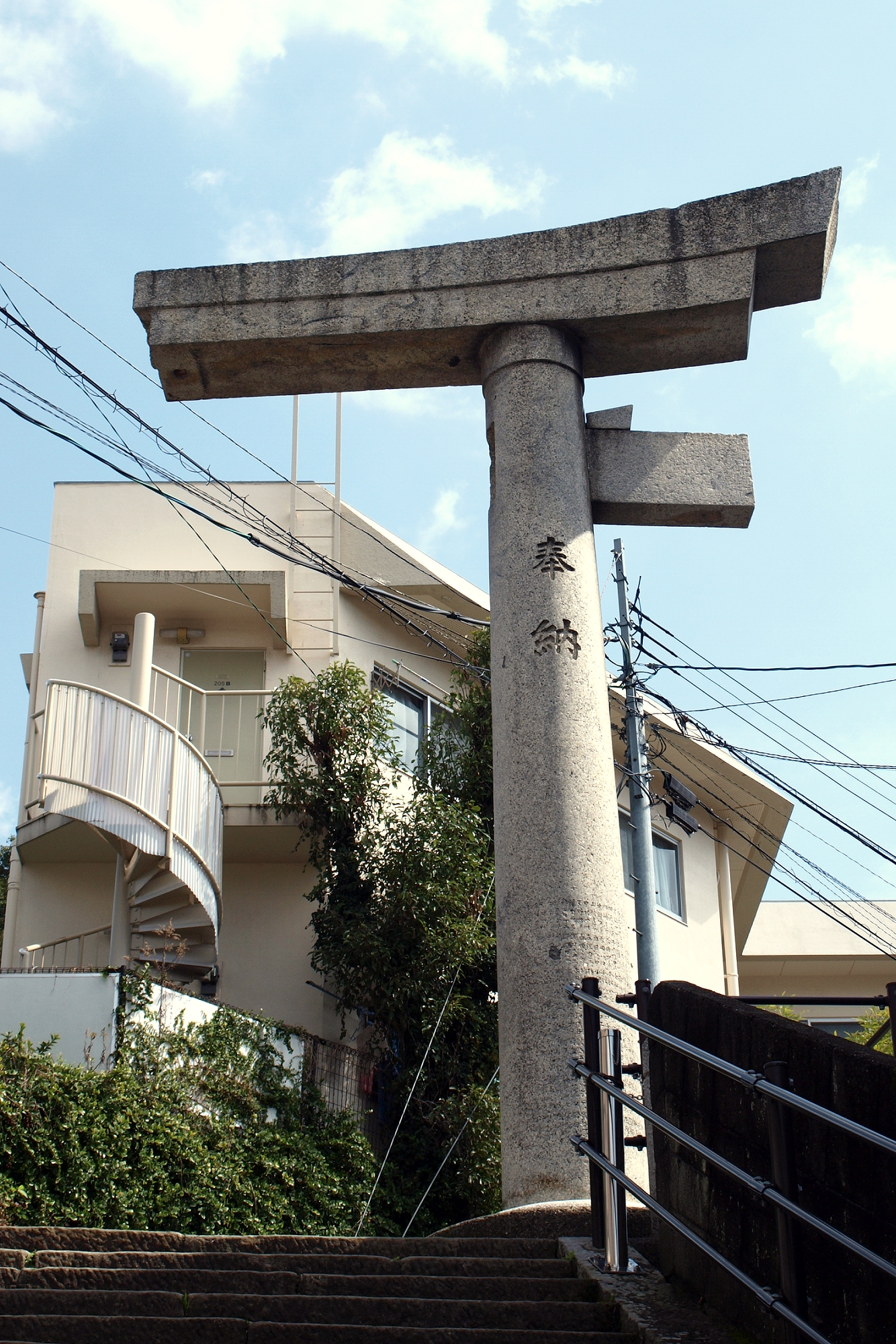
二の鳥居（一本柱鳥居）

神社の二の鳥居は原爆「ファットマン」の爆風により片方の柱が吹き飛んだ状態で立っており（倒壊部分も参道脇に現存）、現存する原爆の被爆建造物となっている。原爆投下により周辺は焼け野原になり、4基あった鳥居も一の鳥居と二の鳥居を残して倒壊した。一の鳥居は無傷で、二の鳥居は爆心から遠い片方の柱と爆風によりねじれて角度がわずかに変わった笠石の半分を残して立っていた。その後の調査等により、両鳥居は爆風の向きと平行して建っていたために全壊を免れたといわれているが、1962年（昭和37年）に一の鳥居も交通事故により倒壊し、跡地に案内板が設置されるのみとなった。また、三の鳥居は倒壊した柱の一部が地元自治会により「坂本町民原子爆弾殉難之碑」として残されている。1993年（平成5年）に被爆者団体が一の鳥居の復元を長崎市に陳情したものの実現していない。
このため、二の鳥居は神社に立った状態で現存する唯一の鳥居である。「片足鳥居」とも呼ばれる。

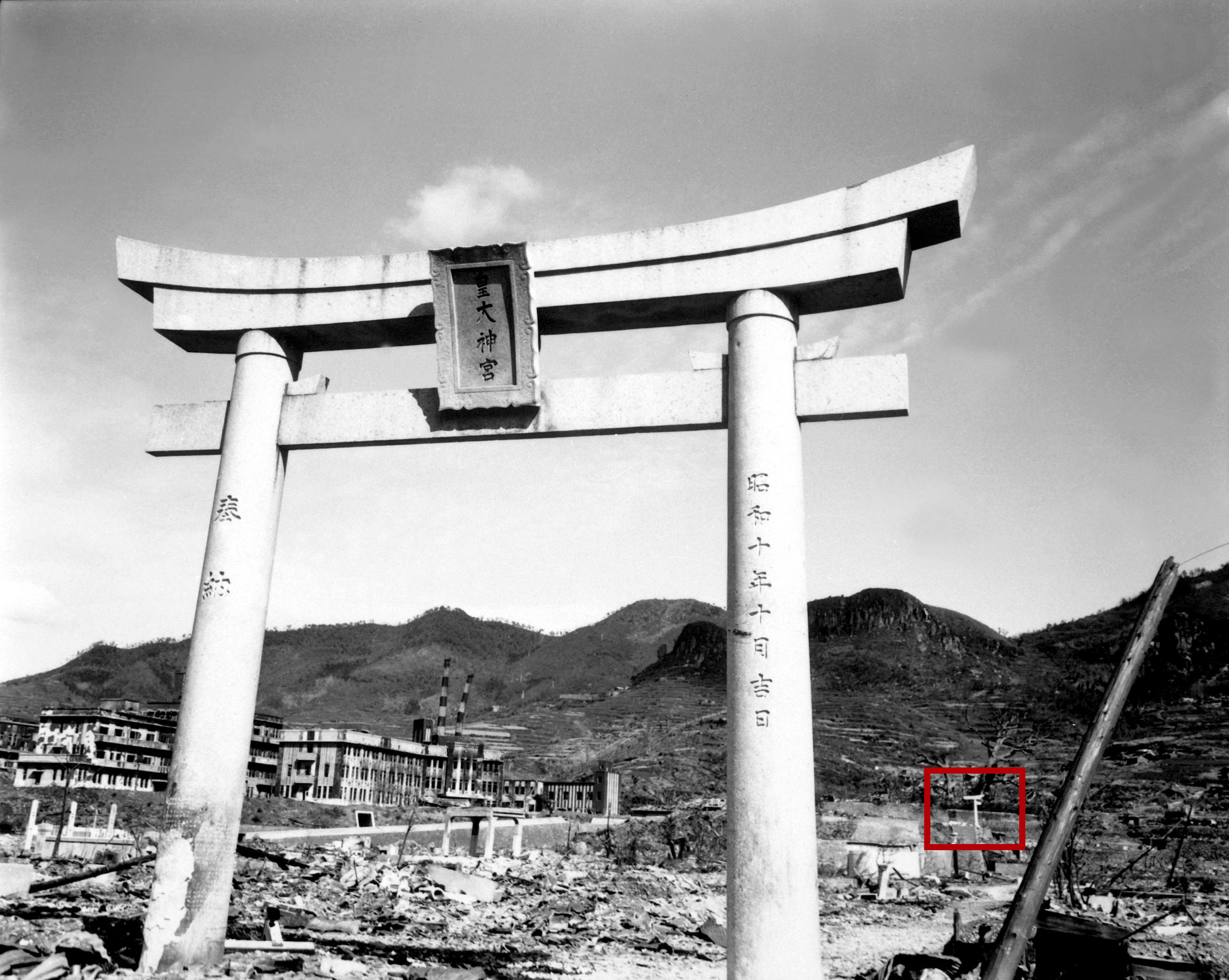
原爆投下直後の一の鳥居と 二の鳥居（赤枠部分）
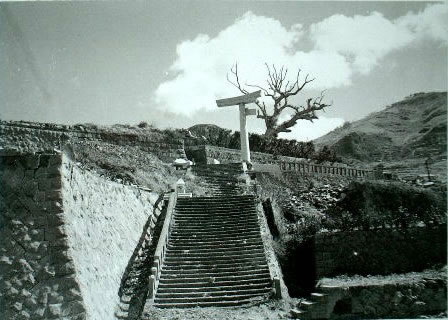
被爆直後の二の鳥居
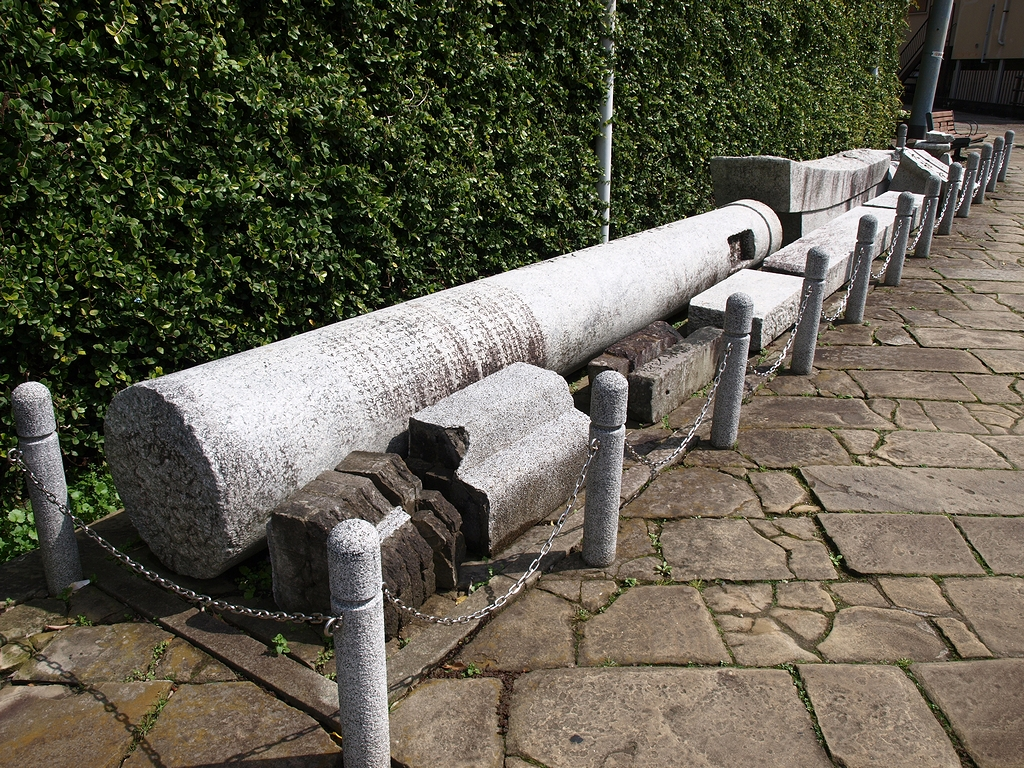
倒壊した二の鳥居の左半分
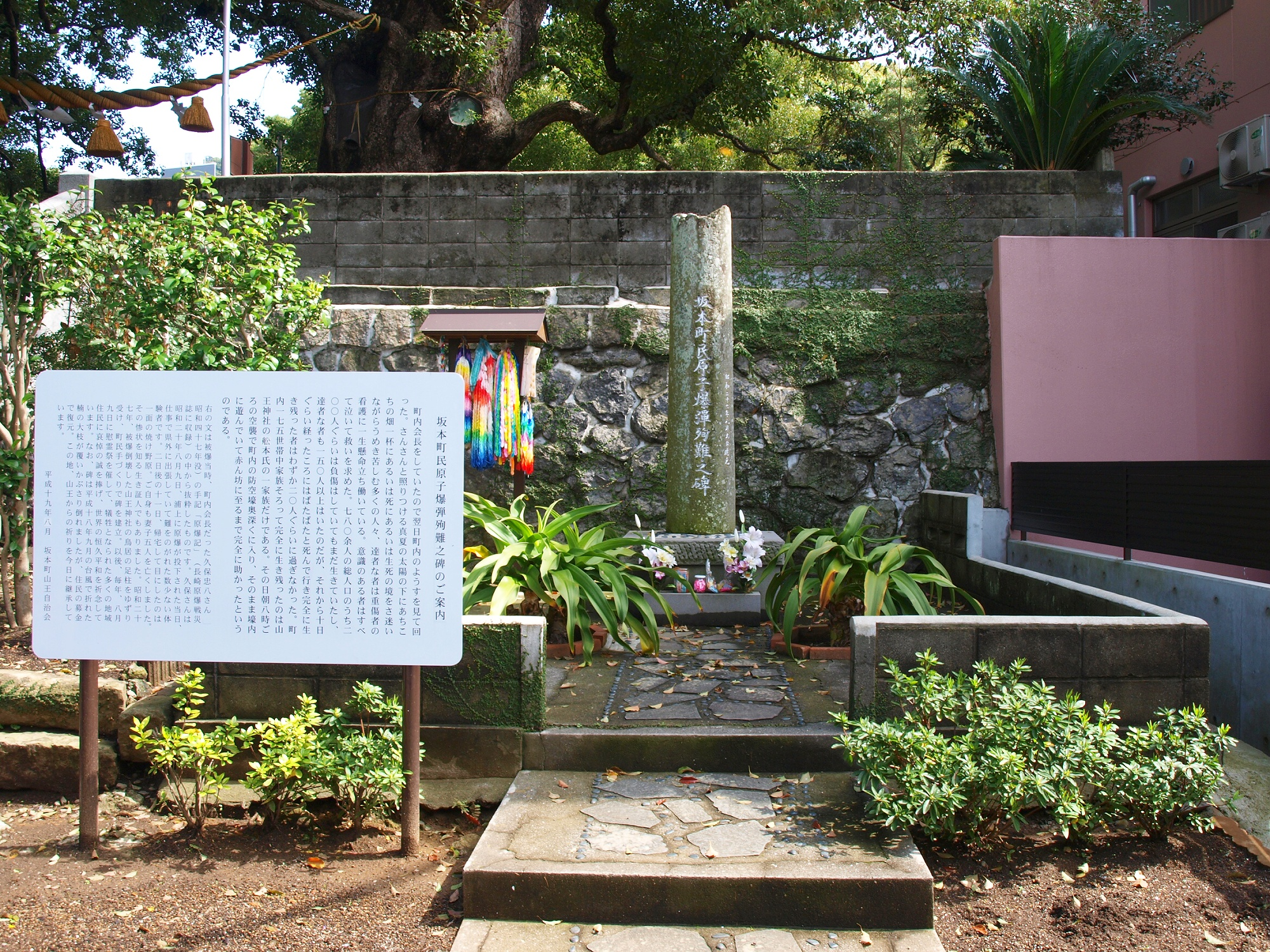
坂本町民原子爆弾殉難之碑

## 境内
被爆楠

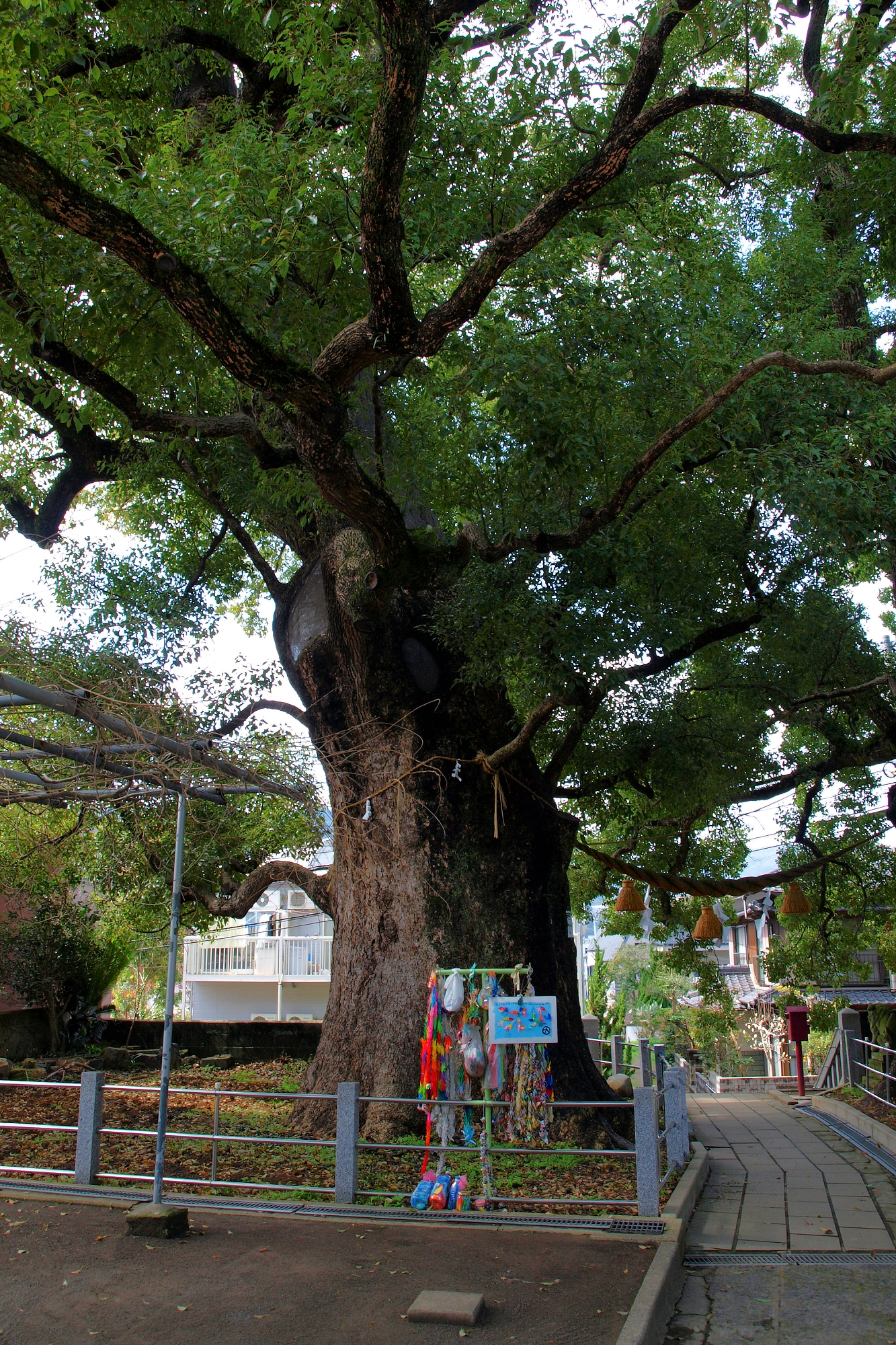
被爆楠と手向けられた千羽鶴

山王神社の境内入口に南北に向かい合って立つ2本の楠。南側は胸高幹周8メートル、北側は同6メートル程で樹高はともに20メートル前後、樹齢はそれぞれ400年から500年とみられる（1996年時点）。両木とも原爆の爆風により上部が欠損したため、幹周に比べると樹高が低い。熱線により幹肌を焼かれた跡も確認できる。
原爆により枝葉は失われ、幹も焼かれ黒焦げ同然となった。被爆後に写真家の林重男やアメリカ戦略爆撃調査団が撮影した写真（ともに長崎原爆資料館所蔵）では立ち枯れているが、やがて樹勢を盛り返し、それぞれ大小の支幹から枝を張り出して東西40メートル、南北25メートルに及ぶ樹冠を形成し、今日でも豊かな緑を湛えている。山王神社ではその生命力に肖った「大くす守」と称する御守を出している。
また、山王神社では先述の通り原爆により三の鳥居が倒壊して失われたため、鳥居の代わりにこの2本の楠へとしめ縄をかけて神域と外を隔てている。
巨樹としてのほか原爆生き残りの樹木としての意義も深いと1969年（昭和44年）に「山王神社の大クス」として長崎市の天然記念物に指定され、境内を通る風で起こるその葉音も1996年（平成8年）に「山王神社被爆の楠の木」として環境省の「日本の音風景100選」に選ばれている。
1995年（平成7年）の調査で、大クスが原爆炸裂により生じた高線量の放射線で突然変異を起こしていたことが明らかになった。
2006年（平成18年）の台風13号により枝が折れたために樹木医による治療を受けたが、その際に幹の中に新たな空洞が見つかり、洞内から被爆当時のものと見られる表面が焼けた石や瓦礫などが見つかった。現在も、長崎原爆資料館や学生サークル、市民団体、地元小学校等がその種子から育てた「被爆クスノキ二世」を平和の象徴として国内外に贈る活動を行っている。
2014年（平成26年）、シンガーソングライターの福山雅治が被爆楠を題材にした『クスノキ』を発表した。2020年（令和2年）、長崎市が今も原爆投下時の痕跡を残す「被爆樹木」を平和発信に活用する「長崎クスノキプロジェクト」を立ち上げ、福山が本プロジェクトの総合プロデューサーに就任した。2025年（令和7年）6月には、福山が2014年公開の『クスノキ』を新たに編曲して公開予定である。

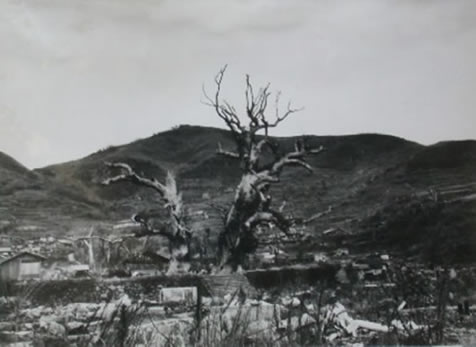
被爆直後（1945年当時）の姿
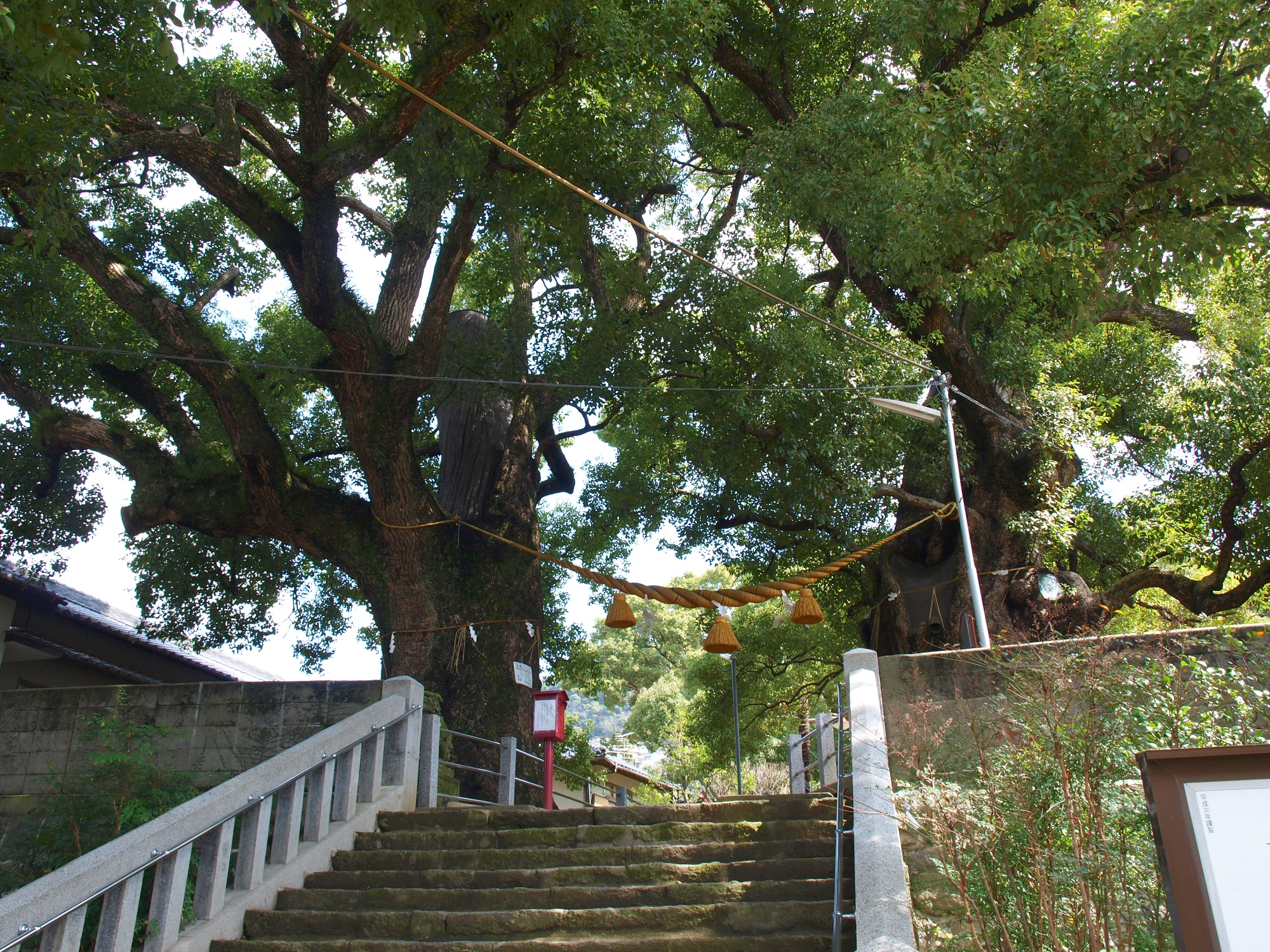
2009年時の大クス

## 文化財

### 国指定史跡
- 長崎原爆遺跡（山王神社二の鳥居、山王神社境内）

### 長崎市指定天然記念物
- 山王神社の大クス（昭和44年2月15日指定）

## アクセス
- 長崎電気軌道 大学病院停留場 徒歩5分
- 長崎バス 坂本町バス停 徒歩2分